# Koos van der Kaay
Jacobus (Koos) van der Kaaij (Leiden, 20 december 1899 – Brugge, 3 maart 1976) was een Nederlands beeldhouwer die een groot deel van zijn werkzame leven in België heeft gewoond en gewerkt.

## Levensloop
Hij studeerde aan de academie in Haarlem en van 1921 tot 1924 in München privé bij Hans Schwegerle. Hij werkte daar bij de Haarlemse beeldhouwer Vreugde. Van der Kaay verlegde zijn activiteiten naar Vlaanderen: eerst in Kortrijk en vervolgens in Nieuwpoort (waar hij in 1954 de Kunstkring Wassend Getij oprichtte), De Haan en Knokke (waar hij een galerie openhield) en ten slotte rond 1972 naar Brugge.

## Oeuvre

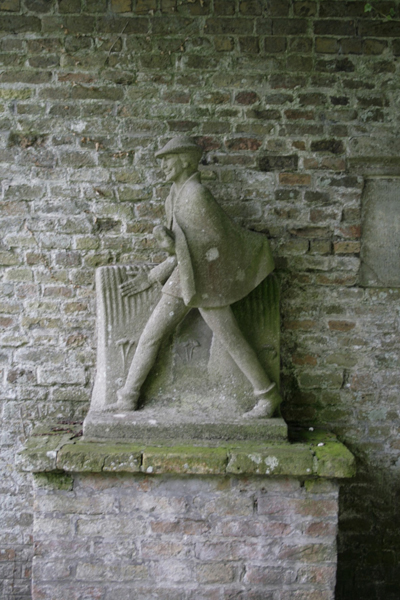
Zandstenen bas-reliëf van Tijl Uilenspiegel in Damme

Zijn sculpturen toonden uiteenlopende onderwerpen in wisselende materiaalkeuze maar vallen op door ranke vormgeving en een soms ver doorgedreven schematisering of vormvereenvoudiging gecombineerd met een intimistische en symbolische vormgevoeligheid. Alleen zijn beelden uit zijn Münchener periode vertonen een stoere hoekigheid.
- Kristoffelbeeld (4,5 m hoog) in ijzerklinker aan de toren van de St. Kristoffelkerk te Brugge (Assebroek)
- 32 poppen voor het Brugse poppentheater ‘Den Uyl’, thans in het Museum voor Volkskunde, Brugge (1939).
- ‘Moeke van Nieuwpoort’ (Museum te Sint-Niklaas)
- Bronzen fontein (dolfijn met kind) in het Stadspark te Kortrijk
- Mariakapel, Breendonklaan, Bredene
- Tal van portretten, kinderkopjes, moeder-en-kindfiguren
- Terracotta sculptuur van arend verwerkt in het gebouw van Den Gouden Arend te Roesbrugge (1948)

## Tentoonstellingen
- Oostende, Galerie Studio (1938)
- Ronse, stadhuis (1939)
- Gent (1948)
- Ronse, feestzaal muziekacademie (1949)
- Gent, Galerie Vyncke Van Eyck (1951)
- Brugge (1972)
- Oostende, Galerie Trianon (1956), groepstentoonstelling